# Miesha McKelvy-Jones
Miesha McKelvy-Jones (Torrance, 27 luglio 1976) è un'ex ostacolista statunitense.

## Palmarès

### Mondiali
- 1 medaglia:
  - 1 bronzo (Parigi 2003 nei 100 metri ostacoli)

### Giochi panamericani
- 1 medaglia:
  - 1 bronzo (Winnipeg 1999 nei 100 metri ostacoli)